# نظریه ازخودبیگانگی (مارکس)

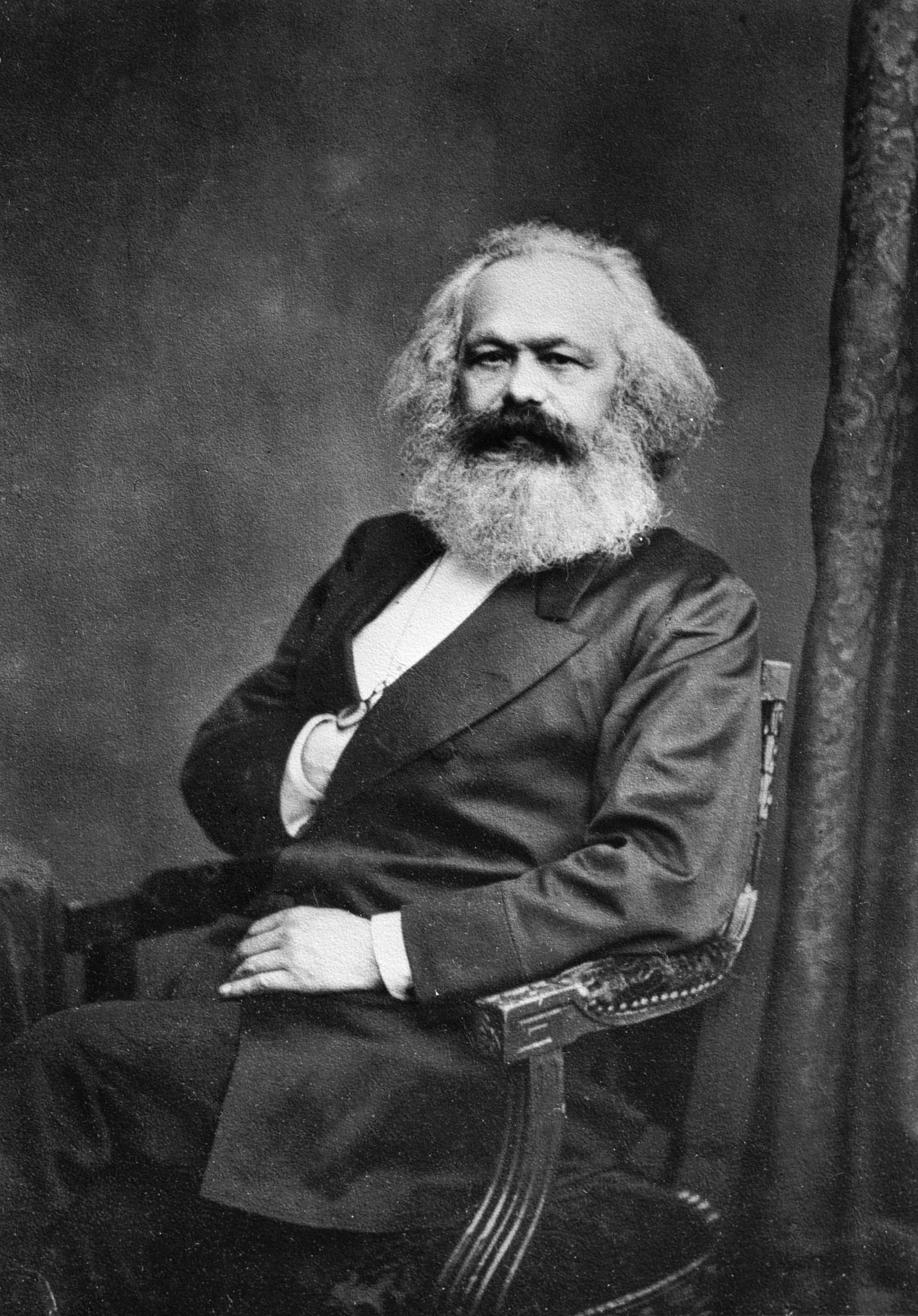
کارل مارکس (١٨٨٣–۱۸۱۸) روشنفکر آلمانی، Entfremdung (از خود بیگانگی کارگر) را در تبیین وضعیتی بیان کرده‌است که کارگران هیچ سهم مالکیتی در محصول ساخته شده به دست خودشان ندارند.

نظریه از خودبیگانگی مارکس (انگلیسی: Marx's theory of alienation) ازخودبیگانگی را حالتی توصیف می‌کند که افراد به دلیل زندگی در جامعه‌ای متشکل از طبقات اجتماعی مختلف و همچنین قرارگیری در طبقه‌ای با عنوان کارگر، از طبیعت انسانی خود احساس دوری یا همان احساس بیگانگی می‌کنند.
اساس نظری ازخودبیگانگی را ذیل بحث تولید در نظام سرمایه‌داری، می‌توان چنین تشریح کرد که کارگر توان تعیین زندگی و سرنوشت خود را از دست می‌دهد. حتی حق اختیار و تصمیم‌گیری برای همیشه از (ناخودآگاه) او سلب می‌شود، به نحوی که این حالت بر تعیین شخصیت برآمده از اعمالش، طریقهٔ ارتباط او با افراد پیرامونش و همچنین سهیم دانستن خود در خدمات و محصولات حاصل از دست‌رنجش اثر می‌گذارد.
اگرچه کارگر یک انسان خودمختار و خودآگاه است، اما این کارگر به عنوان یک نهاد اقتصادی به سمت اهداف و فعالیت‌هایی هدایت می‌شود. این روند سوق‌دهی کارگران توسط بورژوازی که صاحبان ابزار تولید هستند، بر آنان تحمیل می‌شود تا در کارزار رقابت میان کارخانجات و صنایع، حداکثر ارزش افزودهٔ ناشی از کار کارگران را بدست آورند.
کارل مارکس نظریهٔ ازخودبیگانگی را در دست‌نوشته‌های اقتصادی و فلسفی ۱۸۴۴ (دست نوشته‌های پاریس) در سال ۱۹۳۲ مطرح کرد. از نظر فلسفی، نظریه ازخودبیگانگی متکی به اصل جوهر مسیحیت (۱۸۴۱) توسط لودویگ فویرباخ است، که می‌گوید ایده خدای ماوراءالطبیعه ویژگی‌های طبیعی انسان را از خود دور و بیگانه کرده‌است. علاوه بر این، ماکس اشتیرنر تحلیل فویرباخ را در (1845)The Ego and its Own چنین گسترش داد که حتی ایدهٔ «انسانیت» مفهومی بیگانه برای افراد است که باید آن را به تمامی در مفهوم فلسفی‌اش نظر گرفت. مارکس و فردریش انگلس به این گزاره‌های فلسفی در ایدئولوژی آلمانی (۱۸۴۵) پاسخ دادند.

## انواع ازخود بیگانگی
در جامعهٔ سرمایه‌داری، بیگانگی کارگر از انسانیت خود به این دلیل اتفاق می‌افتد که کارگر فقط از طریق یک سیستم خصوصی تولید صنعتی که هر کارگر ابزاری در آن تلقی می‌شود؛ مانند یک ابزار، نه یک فرد! مارکس در یادداشت‌هایی دربارهٔ جیمز میل از خود بیگانگی را چنین توضیح می‌دهد
بیایید تصور کنیم که ما تولید محصولات را به عنوان یک «انسان» تاکنون پیش برده‌ایم. هر کدام از ما به دو طریق خود و دیگری را در این روند تولید درنظر می‌گیریم:
(I) من در تولید محصولم فردیت خود را، فردیتم با شخصیت مخصوص خودش را، عینیت می‌بخشم. نه تنها از زندگی در طول انجام این عمل لذت می‌برم، بلکه از این عینیت یافتن، قابل درک شدن و از این رو از قدرتی بی‌شک و تردید که در خود خواهم شناخت، لذت می‌برم.

(II)من در رضایت فردی دیگر یا استفادهٔ او از محصولم به صورت مستقیم لذت خواهم برد. چرا که هم با مرتفع ساختن نیاز یک فرد ذات انسانی را عینیت بخشیده‌ام و از این امر آگاهم و هم آنکه به واقع نیازی را از یک فرد مرتفع ساخته‌ام … محصولات ما آیینه‌هایی بسیارند که ما در آنها ذات انسانی را مشاهده می‌کنیم.
در دست نوشته‌های اقتصاد و فلسفهٔ ۱۸۴۴، مارکس چهار نوع ازخودبیگانگی را تعریف می‌کند که برای کارگران شاغل در نظام سرمایه‌داری رخ می‌دهد. این چهار نوع عبارتند از: بیگانگی از ماحصل دسترنجشان (محصول)، از عمل تولید محصول (کار)، از ذات انسانیشان و بیگانگی از سایر کارگران.
طراحی محصول و نحوه تولید آن نه توسط کسانی که تولیدکننده آن هستند (کارگران) و نه توسط مصرف‌کنندگان کالا (خریداران)، بلکه توسط طبقه سرمایه‌دار تعیین می‌شود که علاوه بر به‌کارگیری کارگر به عنوان نیروی اجرایی، از کار فکری مهندس و طراح صنعتی که محصول را خلق می‌کنند، نیز استفاده می‌کند تا سلیقه مشتری را برای خرید کالا و خدمات با قیمتی که سود حداکثر دارد، شکل دهد. گذشته از اینکه کارگران هیچ کنترلی بر پروتکل طراحی و تولید ندارند، ازخودبیگانگی به‌طور کلی روند انجام کار را توصیف می‌کند. درواقع از خود بیگانگی در روندی اتفاق می‌افتد که برای تولید یک ارزش مصرفی، یک مقدار از منابع قابل استفاده به کالایی تبدیل می‌شود که می‌تواند ارزش مبادله ای پیدا کند. در همین چهارچوب است که سرمایه‌دار کنترل کارگران اجرایی و فکری و منافع آنها را به دست می‌گیرد. این کنترل یابی از طریق اعمال سیستمی اتفاق می‌افتد که در آن گفته می‌شود کارگران برای تولید محصولات و انجام خدماتی به کارگرفته می‌شوند و اساساً معنی می‌یابند که منافع مصرف‌کنندگان را تأمین کنند. علاوه بر این سیستم تولید سرمایه‌داری کارگر را تنها در مفهوم مطلق و ذاتی «کار» مجسم می‌کند. کاری که کارگر کمترین دستمزد را می‌گیرد و بیشترین بازدهی و نرخ بازگشت سرمایه را تأمین می‌کند. این ترشیح دقیق استثمار است. بعلاوه، با چنین سیستم اصلاح شده تولید صنعتی، سود (ارزش مبادله ای) حاصل از فروش کالاها و خدمات (محصولات) که قابل پرداخت به کارگران است در عوض، به طبقات سرمایه‌دار پرداخت می‌شود: سرمایه‌داری، آن چیزی است که معنای کالا و خدمات را به دست دارد و سرمایه‌دار رانتی آن کسی است که مالک این معناست!

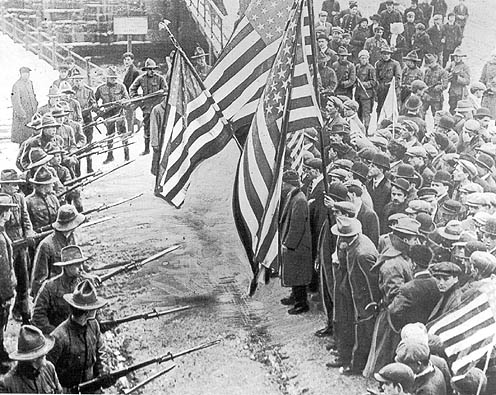
اعتصاب کنندگان در برابر سربازان در اعتصاب کارخانه نساجی در سال ۱۹۱۲ در لارنس، ماساچوست، ایالات متحده، هنگامی که صاحبان کارخانه حقوق دستمزد را کاهش دادند. این کاهش دستمزد متعاقب آن رخ داد که قانون ایالتی هفتهٔ کاری را از ۵۶ ساعت به ۵۴ ساعت کاهش داده بود.

در شیوهٔ تولید طبق نظام سرمایه‌داری، ساختار تولیدات (محصولات و خدمات) با زنجیرهٔ بی‌نهایتی از اعمال مجزا و تکرارشونده همراه است که به کارگر رضایتی روانی برای «انجام یک کار خوب» می‌دهد.
در مفهوم «کالایی شدن» قدرت کارگر تا اندازهٔ دست‌مزدی که می‌گیرد، پایین می‌آید: دل‌سردی روانی ناشی از نتایج نامرتبط بودن کار مفید او و دست‌مزد پرداخت‌شده.
کارگر با مفهوم تولید به دو صورت بیگانه است: اجبار دست‌مزد و تحمیل محتوای تولید. کارگر مجبور به انجام کار ناخواسته است چرا که زنده‌ماندن و زندگی‌کردن وی به آن وابسته‌است. نیروی کار «داوطلبانه ولی تحمیلی» نیست. کارگر قادر نیست از این اجبار سرباز بزند مگر که به قیمت زندگی خود و خانواده‌اش تمام شود.
طبقه‌بندی مالکیت خصوصی به گونه‌ای است که بسیاری از اموال و دارایی‌های شخصی در دست افراد متمول و همین‌طور دولت‌مردان است. حال آن که تنها سهم نیروی کار، پرداختن مالیات است.
در دنیای سرمایه‌داری، منظور ما از زنده‌ماندن بر اساس مبادلهٔ همه چیز با پول است در حالی که ما هیچ انتخاب دیگری به‌جز فروختن نیروی کار خود و تعظیم دائمی در برابر خواسته‌های سرمایه‌دار، نداریم.
کارگر احساس نمی‌کند که قانع است بلکه احساس غم‌گینی می‌کند. او به آسودگی از نیروی جسمانی و ذهنی خود استفاده نمی‌کند، بلکه «بدن خود را می‌می‌راند و ذهن خود را تخریب می‌کند.» او تنها خود حقیقی‌اش را بیرون از کار احساس می‌کند. «نیروی کار، خارج از کارگر است. عضوی از اعضای حیاتی او برای زندگی نیست.»
در حین کار، کارگر، بدبخت، غم‌گین و خالی از هرگونه انرژی است. «کار بدن او را می‌می‌راند و ذهنش را تخریب می‌کند.» محتوای تولید، جهت و شیوهٔ آن توسط سرمایه‌دار تحمیل شده‌است. کارگر تحت کنترل است و به او امر و نهی می‌شود چرا که اگر او صاحب تولیدات نیست پس حق نظردهی از او گرفته‌می‌شود. «نیروی کار خارج از کارگر است و عضوی از اعضای حیاتی او نیست.» این بدان معنی است که کارگر نمی‌تواند آزادانه و به اختیار خود چیزی بسازد انگار که خود صاحب‌کار خود است چرا که شیوه و جهت کار به شخص دیگری مربوط است و تعلق دارد.

### ماهیت انسانی
ماهیت گونهٔ انسانی یا Gattungswesen برای هر کدام از کارگران گسسته و مجزا از فعالیت کاریشان نیست و این نشات گرفته از آن است که در ذات انسان این ناگسسته بودن از اعمالش وجود دارد.
از نظر مفهومی، در اصطلاح جوهرهٔ گونهٔ انسانی واژهٔ «گونه» بیانگر باطن ذات ذهنی انسان است. این باطن ذهن از تعدد علایق و پویایی روانی انسان شکل گرفته‌است که به موجب آن هر فرد راغب و مشتاق هر فعالیتی است که به نجات متقابل انسانها و سلامت روان آنها منجر می‌شود. این رفتار به معنای برقراری را ارتباطی احساسی با مردم و جامعه است. ارزش روحی و روانی یک انسان در این است که بتواند غایت اقدامات خود را به عنوان ایده‌هایی هدفمند تصور کند، که متفاوت است از اقدام‌های لازم برای تحقق یک ایده خاص که پیشاپیش مطرح شده باشد. یعنی انسانها می‌توانند با استفاده از ایده ای از خود به عنوان «سوژه» و ایده ای از چیزی که تولید می‌کنند، یعنی هدف، اهداف خود را عینیت بخشند. برخلاف این حیوانات عمل می‌کنند که نه خود را به عنوان سوژه عینیت می‌بخشند و نه ماحصل اعمالشان را به عنوان هدف می‌شناسند چرا که حیوانات مستقیماً درگیر اعمال خود شمولی هستند که نه آینده نگری را در نظر می‌گیرد و نه ذهن را.
در حالی که از خود بیگانگی یک انسان به صورت غیر مستقیم منفک از رفتارهای شرطی شدهٔ تاریخی نیست، جوهرهٔ طبیعی انسان در صورتی رنگ واقعیت می‌گیرد که هر فرد، با تمام شرایط تاریخی تحمیل شده بر وی، آزاد باشد تا ارادهٔ خود را تابعی از تقاضا و میل درونی خود قرار دهد؛ نه آنکه اراده اش تحت خواست دیگران به اجبار به سمت دیگری به کار گرفته شود.
در نظام اجتماعی-اقتصادی کمونیسم، نسبت تولیدات نوع آن‌ها را اداره می‌کند و هر کارگر را با توجه به توانایی‌هایش به‌کارمی‌گیرد و سودی که به کارگر می‌رساند مطابق با نیازهای وی است. از این رو، هر کارگر می‌تواند نیروی کار خود را مستقیماً به کار مولد مناسب با توانایی‌های ذاتی خود تبدیل کند؛ به جای آن‌که به اجبار در چارچوب کوچکِ کم‌درآمدی به اسم «شغل» که ایجاد شده تا بیش‌ترین سود را از هر نیروی کار که زیر سلطهٔ نسخهٔ سرمایه‌داری تولید است، استخراج کند، قرار گیرد.
در جامعهٔ "جمعی مدیریت شونده"ی به دور از سانتی‌مانتالیسم کمونیست، مبادلهٔ ارزش بین نیروی کار یک کارگر- به عنوان ابزار- و سود نشات گرفته از تولیداتی که از قبل تعریف نخواهند شد و به جیب اندک افراد بورژوای سرمایه‌داری ریخته نخواهد شد، نخواهد بود بلکه مستقیماً وارد چرخهٔ نیاز هر یک از طرفین تولیدکننده و خریدار خواهد شد.
اگر چه محصولات و تولیدات با توجه به درجهٔ توانایی کارگر متفاوت خواهندبود، هدف نظام کمونیست در تولیدات صنعتی، با توجه به اجماع خواسته‌های جامعه مشخص خواهدشد نه خواسته‌های طبقهٔ مرفه و سرمایه‌دار جامعه که به هزینهٔ بخش بزرگ‌تر جامعه زندگی می‌کنند.
تحت مالکیت جمعی (collective ownership) تولیدات، ارتباط هر کارگر با گونهٔ تولید منحصربه‌فرد خواهدبود و شخصیتی که به منافع جهانی جامعهٔ کمونیست واکنش می‌دهد را فرض می‌کند.
تقسیم مستقیم ثمرهٔ نیروی کار هر کارگر برای برآورده کردن منافع طبقهٔ کارگر و همین‌طور نیازهای شخصی و منحصربه‌فرد هر کارگر، حالتی غیربیگانه از شرایط نیروی کار تشکیل می‌دهد که کامل‌ترین فعالیت و تعریف ذات انسانی آن‌ها را به آن‌ها اعاده می‌دهد.